# مجلة العلوم الأمريكية
مجلة العلوم الأمريكية (بالإنجليزية: Scientific American)‏ هي مجلة أدبيات علمية أمريكية صدرت طبعتها الأولى في 28 أغسطس 1845، وبهذا تكون من أقدم المجلات المنشورة في الولايات المتحدة.
تنشر مجلة العلوم الأمريكية شهريا الجديد في أخبار الأبحاث العلمية ولكنها ليست دورية علمية موجهة للمتخصصين الأكاديميين كما هو الحال في دورية نيتشر مثلا، وإنما للعامة والقراء العاديين. تصدر عن مؤسسة الكويت للتقدم العلمي الترجمة العربية للمجلة بعنوان مجلة العلوم.
وقعت ساينتفك أمريكان شراكة مع مدونة عقل مدون وهي مدونة ومجلة إلكترونية وجائزة مختصة بالصحة والعلوم الأمريكية برعاية مؤسسة مبادرة علم الأعصاب العالمية (GNIF) التي تحرر من طرف الدكتور شاهين لاخان.
لاحقا نشأت النسخة العربية ضمن نفس الموقع تحت عنوان للعلم ويقوم عليها مجموعة من الأساتذة العرب والأجانب من مختلف التخصصات أمثال البروفسور معتز إمام أستاذ الفيزياء النظرية والأوتار الفائقة، الدكتور أحمد فرج علي من جامعة بنها 

## وصلات خارجية
- الموقع الرسمي